# Protaminy
Protaminy jsou malé jaderné proteiny, které se vyznačují vysokým obsahem aminokyseliny argininu a byly detekovány v jádrech spermií obratlovců. Protaminy se u obratlovců většinou skládají z polypeptidů o téměř 50 aminokyselinách.
Protaminy mají zásadní význam pro zabalení a stabilizaci DNA v mužské pohlavní buňce (gametu). Jejich úlohou je nahradit histony v haploidní fázi spermatogeneze. Protaminy tak nahrazují histony během tvorby spermií a umožňují obzvláště husté zabalení genetické informace uložené v DNA. U lidí jsou známé dvě varianty: protamin-1 (PRM1) a protamin-2 (PRM2). Studie ukazují, že muži s nevyváženým poměrem PRM1/PRM2, jsou neplodní.
Protaminové proteiny se společně nazývají specifické jaderné bazické proteiny spermií (sperm-specific nuclear basic proteins – SNBPs). Protaminy se nenacházejí v somatických buňkách.

## Protaminy a spermie

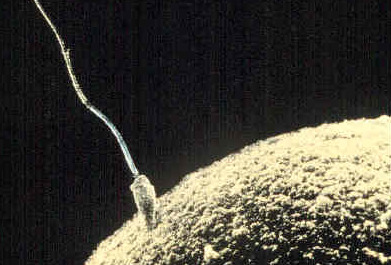
Okamžik proniknutí spermie do vajíčka

Během tvorby spermií se protamin váže na fosfátovou páteř DNA pomocí místa bohatého na arginin. Tato vazba je považována za nezbytnou pro kondenzaci DNA v hlavě spermií. DNA je tak stočena do toroidu (struktury ve tvaru písmene O). Spermie může ve svém jádře obsahovat až 50 000 struktur ve tvaru toroidu. Jejich vytvoření způsobuje tyto pozitivní vlastnosti spermií:
1) snížením velikosti hlavy spermie se zvýší průchodnost spermií tekutinami
2) snížení možnosti poškození DNA uložené ve spermii
3) odstranění epigenetických markerů, ke kterým dochází při modifikacích histonu
Protaminy jsou opět nahrazeny histony v době oplodnění, tedy těsně po vstupu spermie do vajíčka.

## Protaminy v medicíně
- Protamin po přidání k inzulínu zpomaluje jeho nástup a prodlužuje dobu trvání jeho účinku.
- Protamin se používá v kardiochirurgii, cévní chirurgii a intervenčních radiologických postupech k neutralizaci účinků heparinu proti srážení krve.
- V genové terapii se využívá schopnost sulfátu protaminu kondenzovat DNA ke zvýšení rychlosti přenosu genetického materiálu (transdukce).
- Protamin se používá jako lék k prevenci obezity. Jeho účinek spočívá ve snížení aktivity lipázy (enzymu zodpovědného za trávení a absorpci triacylglycerolu), což vede ke snížení absorpce tuku z potravy. Při léčbě protaminem nebylo zjištěno žádné poškození jater.